# Năpradea
Năpradea es una comuna ubicada en el distrito de Sălaj, Rumania.

## Superficie
Posee una superficie de 68,49 kilómetros cuadrados.

## Demografía
Hasta 2021 la población era de 2633 habitantes, con una densidad de población de 38,44 habitantes por kilómetro cuadrado.